# Djavan (álbum de 1989)
Djavan (popularmente conhecido como Oceano) é o nono álbum de estúdio do cantor e compositor brasileiro Djavan, lançado em 1989 pela Columbia Records. Gravado inteiramente no Brasil, o álbum contou com a produção de Mazzola. Sua faixa-título foi o maior sucesso do álbum, que teve outros singles como "Vida Real (Dejame Ir)", "Cigano" e "Mal de Mim".

## Sobre o álbum
O nono álbum de estúdio do cantor, homônimo, ficou popularmente conhecido como Oceano, devido ao sucesso da canção. Nas palavras de Hugo Sukman, "o trabalho acabou ficando conhecido como: 'aquele do ‘Oceano'. Não que o resto das canções não tenha importância. Muito pelo contrário. Trata-se de um dos melhores conjuntos de canções já reunidos por Djavan. É que 'Oceano' é considerada a canção perfeita." A balada em si tem um forte clima espanhol, devido ao solo do violonista flamenco Paco de Lucía. Já "Curumim" aborda a temática indígena, reflete o autor, "encenando um diálogo entre dois indiozinhos, que protagoniza com sua filha, Flavia Virginia," completa. Em "Corisco", Djavan e Gilberto Gil dividem a composição, já em "Vida Real" (co-escrita por Arturo Castro) e "Você Bem Sabe" (composta junto com Djavan), Nelson Motta também participa na composição, sendo que a última é "um choro moderno, cuja letra provocadora inclui trechos inteiros em inglês," define Sukman. O álbum também inclui o samba "Avião" e canções de amor como "Mal de mim" e "Mil vezes".

## Recepção
| Críticas profissionais | Críticas profissionais |
| Avaliações da crítica  | Avaliações da crítica  |
| Fonte                  | Avaliação              |
| ---------------------- | ---------------------- |
| AllMusic               | [ 3 ]                  |
| Notas Musicais         | [ 4 ]                  |

O álbum recebeu críticas extremamente positivas. Alvaro Neder do site AllMusic avaliou o álbum com 4.5 de 5 estrelas, destacando a canção "Oceano", como o maior hit do álbum, além de tecer elogio à faixa "Curumim", chamando-a de "um belo reggae." Neder também sinalizou que apesar de ter faixas inspiradas no funk e canções MPB, as mesmas não atraíram tanta atenção do público. Por sua vez, Mauro Ferreira do Notas Musicais concedeu 3.5 de 5 estrelas, afirmando que o álbum "reconduziu o artista às paradas a reboque da balada-blockbuster 'Oceano'."

## Presença em Trilhas Sonoras
Esse álbum de Djavan teve 3 canções incluídas em trilhas sonoras de novelas, todas elas da TV Globo, nos anos de 1989 e 1990. A primeira delas foi "Oceano", que entrou para a trilha nacional de "Top Model" de Antonio Calmon e Walther Negrão, exibida entre 1989/1990, como tema do personagem  "Lucas", de Taumaturgo Ferreira. Na sequência, a canção "Cigano" integrou a trilha sonora nacional da novela "Rainha da Sucata", de Sílvio de Abreu, exibida em 1990, como tema do personagem "Renato", interpretado por Daniel Filho. Por último foi a vez da música "Vida Real (Dejame Ir) fazer parte da trilha sonora da novela "Barriga de Aluguel", de Gloria Perez, exibida entre 1990/1991, como tema de "Ana", interpretada por Cassia Kis Magro.

## Faixas
Todas as faixas produzidas por Djavan e Ronnie Foster.
| N.º            | Título                  | Compositor(es)             | Duração |  |
| 1.             | "Curumim"               | Djavan                     | 5:26    |  |
| 2.             | "Oceano"                | Djavan                     | 4:56    |  |
| 3.             | "Corisco"               | Djavan Gilberto Gil        | 3:40    |  |
| 4.             | "Vida Real (Dejame Ir)" | Nelson Motta Arturo Castro | 4:09    |  |
| 5.             | "Cigano"                | Djavan                     | 4:44    |  |
| 6.             | "Avião"                 | Djavan                     | 3:44    |  |
| 7.             | "Você Bem Sabe"         | Djavan Nelson Motta        | 3:12    |  |
| 8.             | "Mal de Mim"            | Djavan                     | 3:19    |  |
| 9.             | "Mil Vezes"             | Djavan                     | 3:46    |  |
| Duração total: | Duração total:          | Duração total:             | 36:56   |  |